# Ascoparg
Elle a pour mission de surveiller et d'informer sur la qualité de l'air dans l'agglomération grenobloise.

## Historique
Intégrée à la fédération nationale ATMO, l'Ascoparg est le collaborateur privilégié des acteurs économiques et institutionnels. Le SMTC ne saurait se passer de son efficacité.
Fondée en 1976, sur une initiative locale, l'Ascoparg est devenue après la loi sur l'air de 1996, un organisme agréé au titre du code de l'environnement.
Association loi 1901, l'Ascoparg est administrée par 4 collèges qui travaillent en étroite collaboration :
- les représentants de l'État ;
- les représentants des collectivités, La Métro, le Conseil général de l'Isère ;
- des activités émettrices ;
- diverses associations et personnalités qualifiées (santé et recherche).

L'Ascoparg est dissoute le 18 novembre 2011 et intégrée à l'observatoire régional de la qualité de l'air "Air Rhône-Alpes" le 1er janvier 2012, lui-même fusionnant avec ATMO Auvergne pour créer Atmo Auvergne-Rhône-Alpes le 1er janvier 2016.

## Les moyens
Grâce à ses 11 stations de mesures fixes automatiques et ses analyseurs embarqués dans des véhicules, elle recueille en permanence des données sur le niveau des polluants de l'air sur Grenoble et sa périphérie.
Ces données sont complétées par des modèles de prévision et des moyens d'études cartographiques.

## Son action
L'Ascoparg informe le grand public en temps réel au moment des pics de pollution grâce à un numéro de téléphone dédié : 0 810 800 710, par un site internet et par des panneaux lumineux.
Les compétences de l'ASCOPARG sont largement utilisées dans la planification des grands projets urbains, industriels et routiers de la région grenobloise. Elle offre en effet la première équipe d'expertise nationale en effectif, par le biais du groupement ATMO-RHONE-ALPES GIE qu'elle a contribué à créer.
L'Ascoparg et le SMTC collaborent dans le cadre de l'observatoire des impacts environnementaux du PDU. Ce dernier vise à l'horizon 2012, une amélioration de la qualité de l'air grâce à une réduction des émissions polluantes liées à l'automobile.
Enfin, l'Ascoparg réalise des mesures en amont et en aval des grands projets de transport en commun, telle la ligne C du tramway.
Ces mesures permettent de réaliser une cartographie de la qualité de l'air dans les rues et d'évaluer l'exposition des habitations à la pollution atmosphérique. Cet outil a été utilisé pour vérifier la conformité du PDU avec le plan de protection de l'atmosphère imposé par l'autorité préfectorale.